# Blue Origin NS-26
Blue Origin NS-26 var en bemannad flygning av Blue Origins New Shepard. Farkosten sköt upp på en kastbanefärd från Corn Ranch i Texas, den 29 augusti 2024.

## Besättning
| Turist | / Nicolina Elrick |
| Turist | Rob Ferl          |
| Turist | Eugene Grin       |
| Turist | / Eiman Jahangir  |
| Turist | Karsen Kitchen    |
| Turist | / Ephraim Rabin   |